# Friedrich Martin (Organist)
Friedrich Martin (* 18. Januar 1888 in Wiesbaden; † 20. April 1931 in Weimar) war ein deutscher Organist, Musikpädagoge und Komponist.

## Leben
Friedrich Martin kam als Sohn des Architekten Friedrich Martin sen. (1833–1903) und dessen Ehefrau Auguste Wilhelmi (1854–nach 1929) zur Welt. In seiner Geburtsstadt Wiesbaden nahm er Unterricht in Klavier und Musiktheorie bei H. G. Gerhard sowie an der Orgel bei Friedrich Petersen. 1908 trat er ins Leipziger Konservatorium ein, wo er bis 1913 bei Karl Straube (Orgel), Emil Paul (Kontrapunkt), Stephan Krehl (Formenlehre), Richard Hofmann (Instrumentation) und Max Reger (Komposition) studierte.
1916 wurde er Nachfolger von Hermann Keller als Stadtorganist an der Herderkirche in Weimar und übernahm Lehraufträge für Orgel, Musiktheorie, Komposition und Musikgeschichte an der dortigen Großherzoglichen Musikschule (heute: Hochschule für Musik Franz Liszt Weimar). Unter seinen Schülern befanden sich der Organist Michael Schneider und die Cembalistin Irmengart Weigel (1903–nach 1954), die 1925 Martins Ehefrau wurde. Ab 1921 wirkte Martin als Kustos des seinerzeit in Weimar ansässigen Max-Reger-Archivs. Außerdem war er als Musikkritiker tätig.
Politisch stand Martin den Nationalsozialisten nahe. Am 27. November 1930 ernannte ihn der thüringische Innenminister Wilhelm Frick zum „nebenamtlichen Musikfachberater ohne besondere Vergütung“. Wenige Monate später starb Martin 43-jährig an Lungenkrebs.
Martin war eng mit dem Komponisten Richard Wetz befreundet, der zeitgleich mit ihm an der Weimarer Musikhochschule tätig war. Dem Andenken Martins widmete Wetz nachträglich seine bereits 1923 vollendete Symphonie Nr. 3.
Das kompositorische Schaffen Martins umfasst geistliche Vokalmusik, Lieder und Orgelstücke. Nur wenige seiner Werke sind im Druck erschienen. Auch gab er Bearbeitungen von Werken Johann Sebastian Bachs heraus.

## Werke (Auswahl)

### Kompositionen
- 20 Kleine Lieder für eine mittlere Singstimme mit Klavierbegleitung (C. F. Kahnt, Leipzig 1913)
- Aus dem kleinen Rosengarten, 8 Gedichte von Hermann Löns für eine Singstimme und Klavier (C. F. Kahnt, Leipzig 1917)
- 10 Kinderlieder. Alte deutsche Kinderverschen mit neuen Weisen für kleine und Große singbar (C. F. Kahnt, Leipzig 1917)
- Eine geistliche Frühlingskantate für Sopran- und Bariton-Solo, gemischten Chor, 2 Violinen, 2 Trompeten, 2 Hörner und Orgel (C. F. Kahnt, Leipzig 1919)

### Bearbeitungen
- Johann Sebastian Bach: 5 geistliche Lieder für eine Singstimme mit Orgel (Breitkopf & Härtel, Leipzig 1917)
- Johann Sebastian Bach: 75 geistliche Lieder und Arien (Schemelli) für tiefe Singstimme (Breitkopf & Härtel, Leipzig 1923)
- Johann Sebastian Bach: Cantabile ma un poco adagio aus den 6 Sonaten für Violine und Klavier, bearbeitet für Violine und Orgel (Breitkopf & Härtel, Leipzig 1924)